# Принц Винтерфелла
«Принц Винтерфелла» (англ. The Prince of Winterfell) — восьмой эпизод второго сезона фэнтезийного сериала канала HBO «Игра престолов». Сценарий к эпизоду был написан создателями сериала Дэвидом Бениоффом и Д. Б. Уайссом, и третий раз за сезон режиссёром стал Алан Тейлор. Премьера состоялась 20 мая 2012 года.

## Сюжет

### В Королевской Гавани
Тирион Ланнистер (Питер Динклэйдж) и Бронн (Джером Флинн) разрабатывают план обороны Королевской Гавани, решив воспользоваться опытом осад времён великих войн. Для сдерживания военного флота Станниса Тирион хочет использовать «дикий огонь».
Во время ужина Тириона с его сестрой Серсеей (Лина Хиди), королева обвиняет его в заговоре с целью убить короля Джоффри (Джек Глисон) во время обороны столицы. Серсея говорит Тириону, что она похитила его любовницу и намерена держать её в заложниках, чтобы гарантировать безопасность Джоффри. Но когда Серсея приказывает привести её в комнату, Тирион обнаруживает, что она ошибочно похитила Рос (Эсме Бьянко) вместо Шаи (Сибель Кекилли). Чтобы усилить заблуждение Серсеи, Тирион обещает Рос освободить её, и клянётся, что Серсея заплатит за то, что сделала.
На крепостной стене Тирион пытается донести до Джоффри ту опасность, которая им грозит, но неопытность и самонадеянность короля оставляют Тириона обеспокоенным по поводу предстоящей битвы. Варис (Конлет Хилл) сообщает Тириону, что Дейенерис Таргариен жива и что у неё теперь три дракона. Тирион скептически относится к известию о драконах, говоря, что они сыграют в эту «игру» позже, так как Станнис на данный момент является их главной заботой.

### На флоте Баратеона
Давос Сиворт (Лиам Каннингем) и король Станнис Баратеон (Стивен Диллэйн) планируют осаду Королевской Гавани. Давоса печалит то, что несмотря на отличную службу, окружающие люди выказывают ему неуважение из-за его низкородного происхождения. Станнис вспоминает осаду родового замка Баратеонов Штормового Предела, во время которой Станнис удерживал замок перед лицом голодной смерти, а Давос пробрался через линию осады с продовольствием. Станнис с горечью вспоминает, что после войны король Роберт Баратеон передал Штормовой Предел Ренли, а не ему, удержавшему замок. Станнис клянётся — как только он захватит Железный Трон, он обязательно наградит Давоса за верную службу, сделав его Десницей.

### В Харренхоле
Лорд Тайвин Ланнистер (Чарльз Дэнс) решает биться с армией Робба, пока его внимание отвлечено захватом Винтерфелла Грейджоями, и покидает Харренхол, оставив сира Григора Клигана (Иэн Уайт) за главного. Арья (Мэйси Уильямс) ищет Якена Хгара (Том Влашиха) для того, чтобы он убил Тайвина, использовав последнюю из трёх «жизней», но лорд покидает замок до их встречи. Тогда Арья решается просить Якена помочь им сбежать. Якен объясняет, что побег будет стоить больше жизней, чем их текущая сделка, и, немного подумав, Арья называет имя самого Якена. Якен просит её отозвать имя назад, на что Арья соглашается при условии, что он поможет ей сбежать с её друзьями Джендри (Джо Демпси) и Пирожком (Бен Хоуки). Верный своему слову, Якен убивает весь вечерний дозор, охраняющий ворота Харренхола, и позволяет троице сбежать.

### В Западных Землях
Король Робб (Ричард Мэдден) возвращается из замка Крэк с леди Талисой (Уна Чаплин), после чего узнаёт о побеге Джейме Ланнистера (Николай Костер-Вальдау) и участии в этом своей матери. Когда Робб предстаёт перед Кейтилин (Мишель Фэйрли), она признаётся, что её рыцарь Бриенна Тарт (Гвендолин Кристи) сопровождает Джейме в Королевскую Гавань для обмена его на Сансу и Арью. Возмущённый предательством, Робб помещает Кейтилин под стражу. Позже лорд Русе Болтон (Майкл Макэлхаттон) уверяет Робба, что его сын-бастард Рамси находится всего в нескольких днях от Винтерфелла; Робб указывает, что милосердие увидит каждый сдавшийся Железнорождённый, кроме Теона, надеясь, что это заставит железнорождённых предать командира. Болтон не скрывает неприязнь к милосердному отношению короля, но повинуется ему. Затем леди Талиса входит в шатёр Робба, где он делится с ней своими проблемами. После того, как она рассказывает ему историю о том, почему она решила помогать раненным в битве, Робб признаётся ей, что он не хочет жениться на одной из дочерей Уолдера Фрея. Талиса говорит, что тоже не хочет этого, и двое закрепляют сексом свои отношения.

### За Стеной
Игритт (Роуз Лесли) представляет Джона Сноу (Кит Харингтон) Костяному Лорду (Эдвард Дольяни) и его спутникам. Костяной Лорд хочет убить Джона, но Игритт убеждает его в том, что этого не следует делать, ведь Манс-Налётчик захочет встретиться с бастардом Эддарда Старка. Куорен Полурукий (Саймон Армстронг), который также был захвачен в плен, говорит Джону, что он должен притвориться, будто готов переметнуться к армии Манса, чтобы Ночной Дозор смог узнать о планах Манса. Чтобы дезертирство Джона выглядело настоящим, Куорен затевает драку с Джоном.
На Кулаке Первых людей Сэм (Джон Брэдли) и Гренн (Марк Стэнли) обнаруживают старый плащ Ночного Дозора, в котором завернуты странный рог и оружие из драконьего стекла.

### В Кварте
Сир Джорах Мормонт (Иэн Глен) советует Дейенерис (Эмилия Кларк) оставить её драконов в Доме Бессмертных и сбежать из Кварта на корабле, который направляется в Астапор. Дейенерис отказывается уходить без драконов и просит Джораха отвезти её в Дом Бессмертных. Джорах нехотя подчиняется.

### В Винтерфелле
Теон Грейджой (Альфи Аллен) приказывает убить воронов, чтобы весть о смерти Брана (Айзек Хэмпстед-Райт) и Рикона (Арт Паркинсон) Старков не покинула Винтерфелл. Сестра Теона, Яра Грейджой (Джемма Уилан), прибывает в замок с несколькими наездниками, что выводит из себя Теона, который приказывал своей сестре прислать 500 человек для удержания Винтерфелла. Яра говорит ему, что пришла в Винтерфелл, чтобы забрать его домой, так как казнь маленьких Старков только принесёт гнев всего Севера на его голову. Несмотря на просьбы Яры уехать с ней, Теон отказывается бросать Винтерфелл, потому что он не хочет прослыть трусом.
Мейстер Лювин (Дональд Самптер) замечает одичалую Ошу (Наталия Тена), которая крадёт хлеб и спускается в крипту под Винтерфеллом. Он следует за ней и обнаруживает, что оба брата, Бран и Рикон, живы и здоровы. Оша рассказывает мейстеру, что добравшись до фермы, они вернулись в Винтерфелл, чтобы скрыться от патрулей Теона. Лювин делает вывод, что люди Теона убили крестьянскую семью и сожгли тела их сыновей вместо мальчиков Старков. Он просит Ошу не говорить об этом Брану, так как он будет винить в этом себя. Но Бран слышит их разговор.

## Производство

### Сценарий

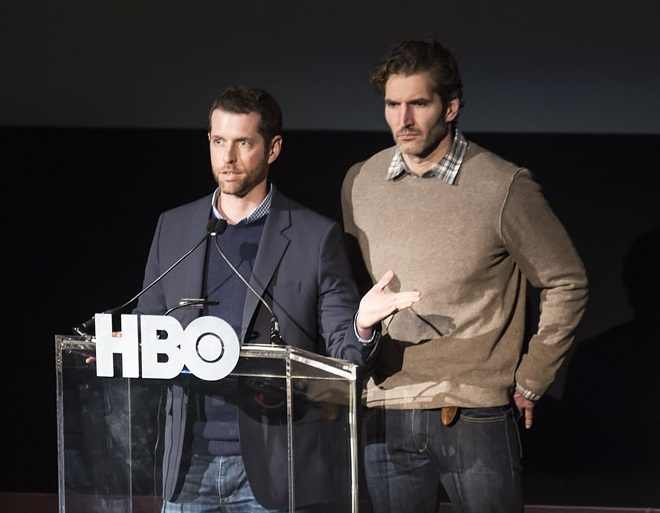
Сценарий к эпизоду написали создатели сериала Дэвид Бениофф и Д. Б. Уайсс.

Сценарий к эпизоду написали продюсеры Дэвид Бениофф и Д. Б. Уайсс, на основании оригинальной работы Джорджа Р. Р. Мартина. «Принц Винтерфелла» адаптирует содержимое глав Арья IX, Тирион XII, Теон V (48, 55 и 57) из «Битвы королей», а также части Джейме I и Кейтилин I из «Бури мечей».
Среди добавленного материала присутствуют отношения между Талисой и Роббом (которые происходят в книгах за кадром и совершенно в другом контексте) и сюжет в Кварте (который всё ещё вольно передает материал первоисточника). Другие изменения включают использование Арьей третьей «смерти», чтобы сбежать из Харренхола, вместо того, чтобы содействовать захвату замка Северянами, раскрытие тайника с «драконьим стеклом» после ухода Джона, и захват одичалыми Куорена Полурукого живьём.

### Кастинг
Эдвард Дольяни присоединяется к приглашённым актёрам шоу, играя лидера одичалых Гремучую Рубашку, также известного как Костяной лорд.

## Реакция

### Рейтинги
Первый показ «Принца Винтерфелла» поставил высокие рейтинги в сериале с 3.86 миллионами зрителей. Второй показ принёс дополнительные 1.04 миллионов зрителей.

### Реакция критиков
The A.V. Club дал эпизоду B+. IGN оценил эпизод на 8 из 10.

### Награды
Эпизод выиграл премию «Эмми» за лучшие костюмы для сериала.